# Ребел-Ридж
Ребел-Ридж (англ. Rebel Ridge) — це американський кримінальний екшен-трилер 2024 року, сценаристом, продюсером, режисером і редактором якого був Джеремі Сольньє. У фільмі знявся Аарон П'єр у ролі Террі Річмонда, колишнього морського піхотинця, який має кошти, необхідні для внесення застави за свого двоюрідного брата, несправедливо конфісковані через цивільну конфіскацію корумпованою поліцією. Дон Джонсон, Анна-Софія Робб, Девід Денман, Еморі Коен, Стів Зіссіс, Жане Же, Дана Лі та Джеймс Кромвелл також знялися у фільмі.
«Ребел-Ридж» був випущений Netflix 6 вересня 2024 року, отримавши позитивні відгуки критиків.

## Сюжет
Террі Річмонд, ветеран морської піхоти, їде на велосипеді до міста Шелбі-Спрінгс, щоб внести заставу за свого двоюрідного брата Майка Сіммонса та купити пікап, щоб вони могли чесно заробляти на життя. Його таранять і затримують двоє поліцейських, Еван Марстон і Стів Ланн, які забирають його 36 тис. доларів шляхом цивільної конфіскації, незважаючи на те, що гроші були законними.
Секретар суду Елліот відмовляється допомогти Террі. Інша співробітниця, Саммер Макбрайд, обіцяє підготувати бланки на випадок, якщо Террі зможе отримати необхідні 10 000 доларів до того, як у четвер Майка переведуть до державної в'язниці, де йому загрожує небезпека за донос на гангстера. Террі йде до поліцейської дільниці та намагається повідомити поліцейській Джессіці Сімс про крадіжку готівки. Йому протистоїть Ланн і начальник поліції Сенді Бернн. Террі пропонує припинити справу, якщо йому повернуть 10 000 доларів для застави, і йому кажуть повернутися та вирішити проблему в понеділок.
У понеділок Террі прибуває на станцію, але йому кажуть, що автобус, який перевозить Майка, щойно відправився. Він наздоганяє його на свєму велосипеді і каже Майку залишатися в безпеці, доки він не внесе заставу. Террі телефонує своєму колишньому діловому партнеру Лю, але йому повідомляють, що він більше не може надсилати гроші, оскільки поліція провела обшук у його ресторані. Террі повертається на станцію і повторює свою пропозицію, але Бернн відмовляється, незважаючи на те, що каже, що це розумно. Експерт із ближнього бою, Террі долає Ланна та Берна та змушує Сімса віддати гроші на заставу та допомогти йому втекти. Террі вдається внести заставу за допомогою Саммер, але його затримують.
Марстон і Берн доставляють Террі в лікарню. Начальник каже йому, що Майк отримав ножове поранення після етапування, і пропонує решту 26 000 доларів, вантажівку, яку Террі збирався купити, і не висувати звинувачень, якщо він покине місто. Террі погоджується, а персонал лікарні повідомляє, що Майк помер. Коли Саммер везе з міста Террі того вечора, він відмовляється допомогти їй розслідувати випадки, коли людей утримували у в'язниці протягом 90 днів за дрібні злочини.
Тієї ночі, забравши вантажівку, Террі отримує дзвінок від Саммер, якій поліція ввела наркотики, і повертається, щоб допомогти. Наступного ранку вона повинна здати аналіз сечі після того, як суд повідомили про вживання нею наркотиків, що ставить під загрозу її опіку над її дитиною. Коли Террі залишає місто, Ланн зупиняє його, підкидує пістолет у його машину та стріляє в нього. Террі втікає та збирається разом із Саммер у ресторані Лю, де Лю, китайський медик під час Корейської війни, латає його.
Тієї ночі Саммер і Террі допитують Елліота та суддю, які розкривають приховування, щоб уникнути заходів щодо прозорості, запроваджених після того, як судове врегулювання мало не призвело до банкрутства міста. Людей тримають під вартою протягом 90 днів за кримінальні правопорушення, тому вони не можуть змусити громадських захисників вимагати надання відеозаписів їхніх поліцейських відеореєстраторів до закінчення терміну зберігання даних. Террі та Саммер проникають у підвал будівлі суду та вилучають SD-карти, коли прибуває поліція та відкриває вогонь. Він тікає, але Саммер схопили, коли вона намагалась знищити зразок своєї сечі.
Наступного ранку Террі та Ланн організовують обмін: Саммер — на карти, в Ребел-Ридж. Поки Ланн і озброєний контингент поліції чекають на місці обміну, Террі вривається в поліцейську дільницю на вантажівці та долає Бернна. Він дає Сімс заряджений пістолет, вважаючи, що вона «Серпіко» (офіцер, який надав інформацію Саммер). Але Сімс затримує Террі, коли копи повертаються. Ланн знищує картки та говорить, що Саммер ризикує отримати передозування. Марстон протестує, і Террі розуміє, що насправді він «Серпіко». Берн поранив Марстона в стегнову артерію, і у нього почалася кровотеча. Бернн наказує поліцейським убити Террі та покласти на нього смерть Марстона, але Террі перемагає офіцерів, які підійшли до нього, включаючи Ланна.
Марстон каже Террі ввімкнути сирену поліцейського автомобіля, зберігаючи попередні три хвилини запису відеореєстратора, і проводить Террі через введення наркану для Саммер. Троє тікають на авто, а поліція їх переслідує. Коли Сімс отримав наказ виконати маневр ПІТ, замість цього він вилучає автомобіль Бернна та затримує його. Поліцейські, що залишилися, супроводжують їх до лікарні та повідомляють, що прибуває поліція штату. Марстона та Саммер впускають, після чого Террі забирає викривальні записи відеореєстратора та сідає в коридорі.

## Акторський склад
- Аарон П'єр в ролі Террі Річмонда
- Дон Джонсон — вождь Сенді Бернн
- Анна-Софія Робб у ролі Саммер Макбрайд
- Девід Денман — офіцер Еван Марстон
- Еморі Коен — офіцер Стів Ланн
- Стів Зіссіс[en] — Елліот
- Жане Же — офіцер Джессіка Сімс
- Дана Лі[d] — містер Лю
- Джеймс Кромвелл в ролі судді

## Виробництво
У листопаді 2019 року Джон Боєга приєднався до проекту, щоб знятися у фільмі, сценаристом і режисером якого став Джеремі Сольньє. У лютому 2020 року до акторського складу додалися Дон Джонсон, Ерін Догерті, Джеймс Бедж Дейл, Жане Же та Джеймс Кромвелл. У квітні 2021 року до складу приєдналися Анна-Софія Робб (замінивши Догерті) та Еморі Коен.
Зйомки повинні були початися в квітні 2020 року, але були відкладені через пандемію COVID-19. Основні зйомки зрештою розпочалися в Луїзіані 3 травня 2021 року. У червні 2021 року Боєга покинув проект під час зйомок через «сімейні обставини». У зв'язку з цим зйомки були призупинені, щоб знайти заміну для Боєги. Пізніше повідомлялося, що Боєга нібито відмовився від проекту через низку причин, включаючи його незадоволення сценарієм і своїм розміщенням, хоча Боєга заперечував такі звинувачення. У жовтні Аарон П'єр змінив Боєгу. У квітні 2022 року Девід Денман був доданий до акторського складу, щоб замінити Бедж Дейла, перш ніж виробництво було відновлено 25 квітня того ж року. Виробництво завершено 24 липня. У березні 2024 року Сольньє заявив, що фільм перебуває на завершальній стадії пост-продакшну.

## Реліз
Ребел-Ридж вийшов на Netflix 6 вересня 2024 року. Фільм зібрав 31,2 мільйона переглядів за перші три дні (6-9 вересня) і ще 38,6 мільйонів наступного тижня (9-15 вересня).

## Сприйняття
На веб-сайті агрегатора рецензій Rotten Tomatoes 96 % із 95 відгуків критиків є позитивними із середньою оцінкою 7,9/10. Консенсус веб-сайту гласить: «Розумний і захоплюючий інструмент для зіркової гри Аарона П'єра, Ребел-Ридж встановлює закони щодо своїх жанрових сучасників». Metacritic, який використовує середньозважене значення, присвоїв фільму оцінку: 76 зі 100, на основі 29 критиків, вказуючи на «загалом схвальні» рецензії.